# 21615 Guardamano
A 21615 Guardamano (ideiglenes jelöléssel 1999 JQ76) a Naprendszer kisbolygóövében található aszteroida. A LINEAR projekt keretében fedezték fel 1999. május 10-én.